# 1954年上海
|        | 上海历史 |
| 世紀： | 19世紀上海 \| 20世紀上海 \| 21世紀上海                                                                                     |
| 年代： | 1920年代上海 \| 1930年代上海 \| 1940年代上海 \| 1950年代上海 \| 1960年代上海 \| 1970年代上海 \| 1980年代上海               |
| 年份： | 1950年上海 \| 1951年上海 \| 1952年上海 \| 1953年上海 \| 1954年上海 \| 1955年上海 \| 1956年上海 \| 1957年上海 \| 1958年上海 |
| 紀年： | 甲午年（马年）、上海开埠111周年、上海设市27周年                                                                            |

1954年的上海，是上海開埠的第111年。
是年，上海港务监督开始在汛期发布黄浦江、苏州河口（黄浦公园）潮位预报；心康仪器工业社研制成功第一台国产心电图机；上海开始招收外国留学生，华东纺织工学院即招收5名朝鲜、越南留学生。

## 主要官员

### 党委
- 市委第一书记：陈毅→柯庆施

### 各界人民代表会议→人大（第一届）
各界人民代表会议的常设机关就是协商委员会。各界人民代表会议代行人大职权，协商委员会代行政协职权。人大无常设机关。

### 政府
- 市长：陈毅

### 法院
- 院长：汤镛

### 检察院[註 1]
- 检察长：王范

### （党）纪委
- 书记：王尧山、王一平、郑平[註 2]

### 协商委员会
- 主席：陈毅

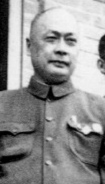
第一书记、市长、协商委员会主席陈毅
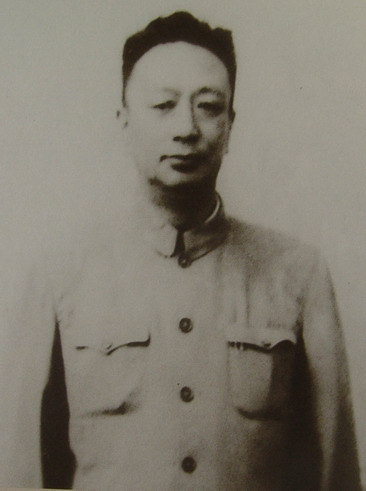
第一书记柯庆施

## 大事记

### 1月
- 1月10日——上海气象台扩建为华东区上海海洋气象台。
- 1月——上海电线厂试制成功国产第一根铜电车线。

### 2月
- 2月15日——上海市广泛宣传建设公债。19日开始发售。

### 3月
- 3月1日——全市行业、居民用食用油开始按计划实行凭票定量供应。
- 3月——中共中央决定撤销华东局。

### 5月
- 5月4日——上海中苏友好大厦在哈同花园原址动工兴建。次年3月竣工。总建筑面积5.89万平方米。
- 5月25日——西郊公园（今上海动物园）开放。

### 6月
- 6月2～24日，中共上海市第二次代表会议举行。主要议题为揭露高岗、饶漱石的反党分裂活动。
- 6月5日——中国工业品出口公司上海分公司成立。
- 6月23日——建龙华苗圃。1974年改上海植物园。
- 6月19日——设在上海的华东行政委员会撤销，有些部门的业务逐步移交上海市。

### 7月
- 7月1日——上海市文化局接管大世界游乐场。

### 8月
- 8月1日——中国国际旅游社上海分社营业。
- 8月，对居民口粮供应，凭居民购粮证计量（不限量）供应。

### 9月
- 9月12日 上海市军管会军事法庭依法分别判处美国间谍组织第四十四海外观测队成员雷德蒙（Redmond·F·H）等8名罪犯死刑、无期徒刑和有期徒刑。
- 9月15日——上海市棉布开始实行计划供应，居民按照定量领取布票，凭票购买棉布和棉制品。是日发放第一期布票。
- 9月25日——上海电机厂和上海汽轮机厂等试制成功第一台国产6000千瓦汽轮发电机组。
- 9月27日——耀华玻璃公司上海厂试制成功平板钢化玻璃，填补中国汽车玻璃生产空白。

### 10月
10月1日——建奉贤农场（今五四农场）。
10月15日——上海大场区建成全国第一个人工降雨灌溉设施。
10月21日——龙华塔动工修建，恢复宋塔形制。
10月28日——中共中央决定成立中共中央上海局，书记柯庆施。1960年11月上海局撤销。
10月30日——始建桃浦工业区。
10月,肇嘉浜改造工程开始。到1957年5月结束。臭水浜改造成为林荫大道。

### 11月
- 11月——上海海洋气象台被扩建为上海中心气象台，业务指导范围为江苏、浙江、福建3省。
- 11月17日——上海400余种工业产品参展莱比锡国际博览会。

### 12月
- 12月31日——上海市公安局长扬帆被押往北京审查。后被逮捕判刑。年底，上海展开批判胡适哲学思想、俞平伯《红楼梦》研究方法。

## 政府
10月28日——柯庆施任中共上海市委第一书记。

## 环境
- 5～9月 长江中下游地区梅雨，龙华站5～9月雨量达934.9毫米，上海地区有105万亩农田被淹，郊区低洼地区积水32天才退。

- 全市固定摊贩按菜场、商场、地段组织400个摊贩委员会和646个小组，按区成立摊贩联合会。1955年全市流动摊贩按居住地区组织320个大组和5237个小组，进行改造。

## 教育
- 市政府首次批准上海中学等10所中学为重点中学。

## 上海与中国经济建设
- 10月8日，520名上海知识青年赴新疆参加建设。
- 1954年,上海抽调767名工程技术人员和技术工人支援长春第一汽车制造厂建设。